# Mecynotarsus serricornis
Mecynotarsus serricornis is een keversoort uit de familie van de snoerhalskevers (Anthicidae). De wetenschappelijke naam van de soort is voor het eerst geldig gepubliceerd in 1796 door Georg Wolfgang Franz Panzer.